# 入画

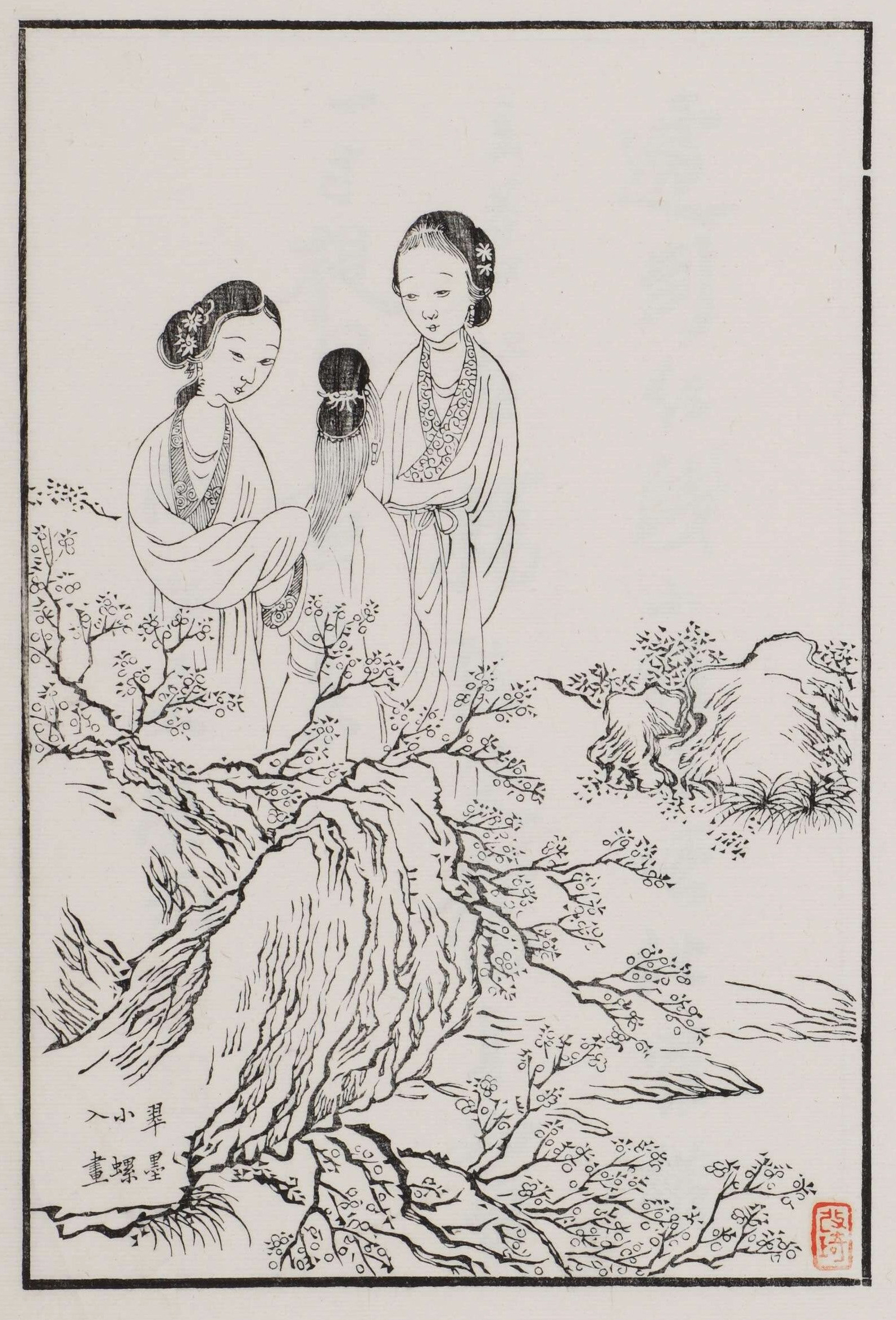
翠墨，小螺，入画

入画，《红楼梦》人物，贾惜春的大丫鬟，抄捡大观园时因发现她私藏贾珍赏赐给她哥哥的东西，贾惜春生怕带累自己，又让自己很没有面子，不顾入画苦苦哀求，凤姐与尤氏说情，将她强行赶走。之后她的结局全书之后再未提及。